# Ninetto Davoli
Pour les articles homonymes, voir Davoli.
Ninetto Davoli, né Giovanni Davoli le 11 octobre 1948 à San Pietro a Maida dans la province de Catanzaro en Calabre (Italie), est un acteur italien. Il est notamment apparu dans les œuvres de Pier Paolo Pasolini dont il fut l'amant et l'acteur fétiche. Il s'est tracé une trajectoire non seulement au cinéma, mais également au théâtre.

## Biographie
Après avoir grandi à San Pietro a Maida, Ninetto Davoli déménage avec sa famille à Rome, ville où il passe son adolescence dans le bidonville Borghetto Prenestino de la Via Praenaestina. Grâce à son caractère sympathique et à son large sourire, il est remarqué par Pier Paolo Pasolini alors qu'il est en plein tournage de La ricotta (1962) sur une colline à Acqua Santa, dans la commune de Marino. Après l'avoir fait apparaître dans le film L'Évangile selon saint Matthieu (1964), Pasolini le choisit comme tête d'affiche, aux côtés de l'émérite prince du rire Totò, dans le film Des oiseaux, petits et gros (1966) et, plus tard, dans les épisodes La Terre vue de la Lune (1967) et Che cosa sono le nuvole? (1968), avec Totò et Franco et Ciccio.

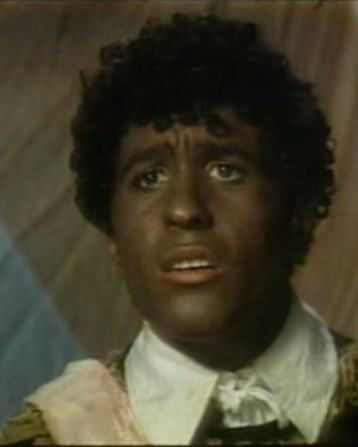
Ninetto Davoli en Othello dans le segment Che cosa sono le nuvole? de Caprice à l'italienne en 1968.

Leur collaboration professionnelle devient une relation amoureuse en 1963, alors qu'il a 15 ans et Pasolini 42. La Trilogie de la vie (1971-1974) de Pasolini a été réalisée à un moment difficile de la vie de Davoli et de Pasolini. C'est pendant le tournage des Contes de Canterbury (1972) que Davoli quitte Pasolini pour épouser Patrizia, rupture que Pasolini ne supporte pas. C'est alors que Pasolini s'est mis à composer des poèmes nihilistes et rageurs. Pour son film suivant, Les Mille et Une Nuits (1974), Pasolini fait avec Davoli ce qu'il n'avait jamais fait dans un film précédent : il montre à l'écran les organes génitaux nus de Davoli. C'est dans ce film que le personnage de Davoli, Aziz, est un homme très égoïste et insensible dont le rejet d'une femme cause sa mort et qui entraîne sa propre castration à l'écran.
Néanmoins, les deux hommes restèrent très proches et liés, vivant ensemble jusqu'à la mort de Pier Paolo Pasolini le 2 novembre 1975. C'est Davoli qui fit d'ailleurs l'identification du corps.
En dehors de Pasolini, il a eu une longue et intense collaboration avec Sergio Citti, avec qui il a réalisé son premier film Ostia en 1970 et, entre 1973 et 1996, les films suivants : Histoires scélérates (1973), Une blonde, une brune et une moto (1975), La Cabine des amoureux (1978), Il minestrone (1981), Sogni e bisogni (l'épisode I ladri), La romana (1989) et I magi randagi (1996). Spécialisé dans les rôles burlesques, Davoli a néanmoins obtenu ses meilleurs résultats dans des rôles dramatiques, comme dans Uno su due d'Eugenio Cappuccio, avec lequel il a reçu d'excellentes critiques et a remporté le prix Lara 2006 au premier festival du film de Rome, et dans Béton armé (2007), un film noir à l'ambiance romaine de Marco Martani.
À la télévision, en 1975, il tient le rôle de Calandrino dans Le avventure di Calandrino e Buffalmacco de Piero Pieroni et Carlo Tuzii. En 1979, il joue dans la comédie musicale Addavenì quel giorno e quella sera, avec Adriana Asti ; les chansons, en dialecte romain, sont toutes écrites par Antonello Venditti et chantées par Davoli, en solo ou en duo avec Asti. En 2008, il a tenu le rôle de Gerardo il Barbaro dans la première saison de la série Romanzo criminale, réalisée par Stefano Sollima.

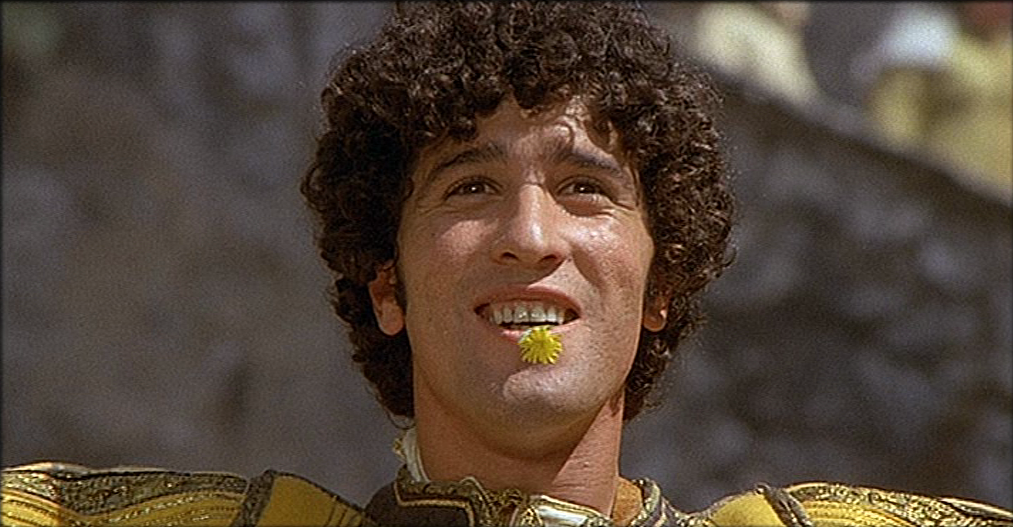
En 1971, dans Le Décaméron.

Outre sa vaste filmographie et ses nombreux rôles au théâtre, Ninetto Davoli doit également sa grande popularité au personnage de « Gigetto », protagoniste d'un Carosello à succès au début des années 1970 : Pour la publicité des biscuits Saiwa, il a joué, à partir de 1972, dans la série Le canzoni alla Gigetto, dans laquelle, habillé en garçon boulanger (en dialecte romain, « cascherino »), il parcourait Rome à l'aube en zigzaguant sur une bicyclette de livreur, en chantant à tue-tête des chansons bien connues de ces années-là.
Ninetto Davoli, marié au début des années 1970, a deux enfants et vit dans le quartier de Cinecittà à Rome. Il est membre de l'équipe nationale italienne de football composée de chanteurs et d'acteurs (les ItalianAttori), qui participe à des tournois de charité, et est un fervent supporter de la Roma. En 2015, il reçoit, pour son demi-siècle sur le plateau, le Ruban d'argent pour l'ensemble de sa carrière et, l'année suivante, le Bronzo Dorato all'arte della Recitazione du Festival Animavì (it). Après quelques drames, il revient également au cinéma d'auteur avec Pasolini d'Abel Ferrara (2014), mais surtout avec Michele Alhaique dans Senza nessuna pietà (2014).
En 2020, il participe à la 15e édition de l'émission de téléréalité Ballando con le stelle, en binôme avec la danseuse Ornella Boccafoschi. Il en est éliminé au troisième épisode.
Pasolini lui dédie le poème Uno dei tanti epiloghi, publié dans le recueil Trasumanar e organizzar.

Depuis la mort de Pasolini, Ninetto Davoli montre toujours son attachement à son amant défunt, que ce soit dans des films ou des interviews : 
« Ogni tanto mi chiedo che vita sarebbe stata, la mia, se non lo avessi incontrato. Oggi sarei un semplice falegname, e non so in che direzione sarebbe andata questa mia “riserva senza fine di allegria”. Mi ha insegnato tutto. Mi ha insegnato a vivere, ad apprezzare le cose belle, a distinguerle da quelle brutte. Mi ha dato luce: ha come illuminato una cosa buia. Lo sogno sempre e gli dico – A Pa’, ma tu sei morto, nun ce stai più – e lui risponde – ma chi te l’ha detto, non vedi che sto qua »
— Ninetto Davoli,.
        
« Parfois je me demande ce qu'aurait été ma vie si je ne l'avais pas rencontré. Je serais aujourd'hui un simple menuisier, et je ne sais pas dans quelle direction serait allée ma “réserve de joie inépuisable”, comme il l'écrivait. Il m'a tout appris. Il m'a appris à vivre, à apprécier les belles choses et à les distinguer des laides. Il m'a donné la lumière : il a comme éclairé une chose obscure. Je rêve toujours de lui. Je lui dis : “Tu es mort, tu n'es plus là.” Et il me répond : “Mais qui t'a dit ça ? Tu ne vois donc pas que je suis bien là ?” »
Davoli vit aujourd'hui avec sa femme et ses deux filles à Rome.

## Filmographie

### Acteur de cinéma
- 1964 : L'Évangile selon saint Matthieu (Il Vangelo secondo Matteo) de Pier Paolo Pasolini
- 1966 : Des oiseaux, petits et gros (Uccellacci e uccellini) de Pier Paolo Pasolini
- 1967 : Tue et fais ta prière (Requiescant) de Carlo Lizzani
- 1967 : Les Sorcières (Le streghe) - segment La terra vista dalla luna de Pier Paolo Pasolini
- 1967 : Œdipe roi (Edipo re) de Pier Paolo Pasolini
- 1968 : Partner de Bernardo Bertolucci
- 1968 : Théorème (Teorema) de Pier Paolo Pasolini
- 1968 : Caprice à l'italienne (Capriccio all'Italiana) - segment Che cosa sono le nuvole? de Pier Paolo Pasolini
- 1969 : Porcherie (Porcile) de Pier Paolo Pasolini
- 1969 : La Contestation (Amore e rabbia) - segment La sequenza del fiore di carta de Pier Paolo Pasolini
- 1970 : Ostia de Sergio Citti
- 1971 : Le Décaméron (Il decameron) de Pier Paolo Pasolini
- 1971 : Les Gouapes (Er più: storia d'amore e di coltello) de Sergio Corbucci
- 1972 : Storia di fifa e di coltello - Er seguito der Più (it) de Mario Amendola
- 1972 : Il maschio ruspante d'Antonio Racioppi
- 1972 : Les Contes de Canterbury (I racconti di Canterbury) de Pier Paolo Pasolini
- 1972 : Abus de pouvoir (Abuso di potere) de Camillo Bazzoni
- 1973 : La Tosca de Luigi Magni
- 1973 : Storia de fratelli e de cortelli de Mario Amendola
- 1973 : La Curieuse (it) (Maria Rosa la guardona) de Marino Girolami
- 1973 : Histoires scélérates (Storie scellerate) de Sergio Citti
- 1974 : Les Incroyables Aventures d'Italiens en Russie d'Eldar Riazanov : Giuseppe
- 1974 : Il lumacone de Paolo Cavara
- 1974 : Les Passionnées (Appassionata) de Gianluigi Calderone
- 1974 : Amore mio non farmi male de Vittorio Sindoni
- 1974 : Les Mille et Une Nuits (Il fiore delle mille e una notte) de Pier Paolo Pasolini
- 1975 : Quatre Zizis dans la marine (Pasqualino Cammrata... capitano di fregata) de Mario Amendola
- 1975 : Il vizio ha le calze nere de Tano Cimarosa : Sandro
- 1975 : Plus moche que Frankenstein tu meurs (Frankestein all'italiana) d'Armando Crispino
- 1975 : Une blonde, une brune et une moto (Qui comincia l'avventura) de Carlo Di Palma
- 1976 : L'Agnese va a morire de Giuliano Montaldo
- 1976 : Spogliamoci così, senza pudor... - segment L'armadio Di Troia de Sergio Martino
- 1977 : No alla violenza de Tano Cimarosa : Mario
- 1978 : La Cabine des amoureux (Casotto) de Sergio Citti
- 1979 : La lycéenne séduit ses professeurs (La liceale seduce i professori) de Mariano Laurenti
- 1979 : Les Bonnes Nouvelles (Buone notizie) d'Elio Petri
- 1979 : Le Manteau d'astrakan (Il cappotto di Astrakan) de Marco Vicario
- 1980 : Maschio.. femmina... fiore... frutto de Ruggero Miti
- 1981 : Il minestrone de Sergio Citti
- 1981 : Le Cœur du tyran (A zsarnok szíve, avagy Boccaccio Magyarországon) de Miklós Jancsó
- 1982 : Il conte Tacchia de Sergio Corbucci
- 1986 : Occhei, occhei de Claudia Florio
- 1987 : Momo de Johannes Schaaf
- 1987 : La Métropole des animaux (Animali metropolitani) de Steno
- 1995 : L'anno prossimo vado a letto alle dieci (it) d'Angelo Orlando
- 1996 : Le rose blu d'Anna Gasco, Tiziana Pellerano et Emanuela Piovano
- 1996 : I magi randagi de Sergio Citti
- 1997 : Cinématon de Gérard Courant : #1824
- 2001 : Pier Paolo Pasolini et la Raison d'un rêve (Pier Paolo Pasolini e la ragione di un sogno) de Laura Betti et Paolo Costella
- 2007 : Béton armé (Cemento armato) de Marco Martani : Pompo
- 2007 : Uno su due d'Eugenio Cappuccio (it)
- 2010 : Scontro di civiltà in un ascensore a Piazza Vittorio de Isotta Toso
- 2011 : Tutti al mare de Matteo Cerami
- 2014 : Felice chi è diverso de Gianni Amelio
- 2014 : Pasolini d'Abel Ferrara
- 2014 : Senza nessuna pietà de Michele Alhaique
- 2015 : Uno anzi due de Francesco Pavolini
- 2016 : Natale a Londra - Dio salvi la regina de Volfango de Biasi
- 2020 : The Executrix (Agony) de Michele Civetta
- 2021 : Ritorno al crimine de Massimiliano Bruno

### Acteur de télévision
- 1972 : S.P.Q.R. de Volker Koch
- 1975 : Le avventure di Calandrino e Buffalmaco
- 1979 : Addavenì quel giorno e quella notte
- 1985 : Sogni e bisogni
- 1988 : L'altro enigma
- 1989 : La romana
- 1995 : Il vigile urbano
- 1997 : L'avvocato porta
- 2000 : La banda
- 2004 : Vite a prendere